# طارق عبد الله (لاعب كرة قدم إماراتي)
طارق عبد الله (مواليد 1 أبريل 1999، لاعب كرة قدم إماراتي يجيد اللعب كلاعب وسط لعب سابقاً مع نادي الشارقة.